# Square Louise-Michel (Marseille)
Der Square Louise-Michel liegt im Marseiller Quartier Belsunce im 1. Arrondissement.

## Lage
Der Platz wird durch das Zusammentreffen mehrerer Straßen gebildet: Rue de la Fare, Rue Longue des Capucins, Rue Francis de Pressensé und Rue des Petites Maries.

## Namensursprung
Der Name des Platzes ist eine Hommage an Louise Michel (Heldin der Pariser Kommune), die in dem in der Nähe liegenden Hotel Boulevard Dugommier starb.
Der Platz entstand im Mai 1944 nach einem amerikanischen Bombenangriff und blieb lange Zeit ohne Namen. Bei den Einwohnern hieß er auch Place des Chibanis, denn hier trafen sich die alten, emigrierten Arbeiter aus dem Viertel.

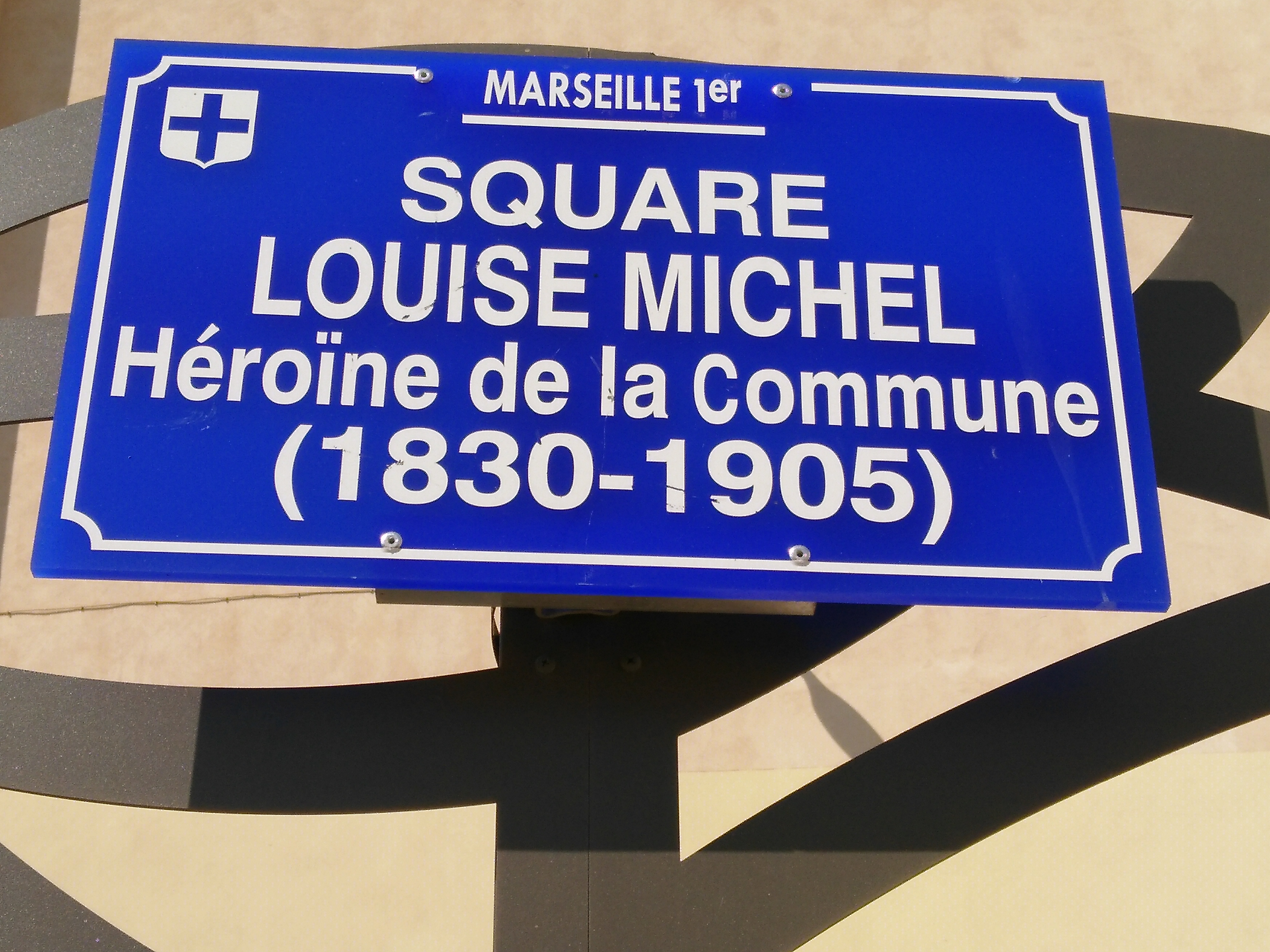

Am Beginn der 2010er Jahre setzten sich interessierte Bürger dafür ein, den Platz «Place Louise Michel» zu benennen. Bei einer Veranstaltung zum Todestag von Marie Louise brachte die Association des Amis de la Commune de 1871 ein Straßenschild, das sie hatten anfertigen lassen, zu ihren Ehren an einer Mauer des Platzes an. Diese offiziöse Benennung wurde allgemein angenommen, auch das Schild blieb bis zur offiziellen Herrichtung des Platzes erhalten. Im Juni 2018, als die Arbeiten fertig waren, wurde der Platz von den Parlamenten des 1. und 7. Arrondissement und auch vom Stadtrat (Mairie de Marseille) offizielle zum «Square Louise Michel».

## Geschichte
Das Quartier Belsunce, das anlässlich der Erweiterung von Marseille durch Ludwig XIV. entstand, wird seit den Jahren des Nachkriegsbooms vor allem von Arbeitern aus dem Maghreb bewohnt. Die Leere, die das amerikanische Bombardement in einem Viertel hinterließ, das wenig Sonnenschein abbekommt, wurde für die Bewohner ein öffentlicher und freier Raum.
2009 wird in Marseille das Projekt Grand Centre Ville (deutsch Großes Stadtzentrum) aufgelegt, womit man die alte Baukultur neu bewerten will. Auf dem Place des Chibanis sollte ein Wohngebäude entstehen. Die Gemeindevertreter des Viertels waren jedoch dagegen und verlangten ein Referendum, das auch im Dezember 2012 durchgeführt wurde. Die Mehrzahl sprach sich gegen eine Bebauung aus, und die Stadt hielt sich daran.
Mehrmals beschwerten sich die anliegenden Geschäfte und die Gemeindevertreter über den schlechten Zustand des Platzes. Sie veranlassten selbst die Herrichtung und sammelten Material und Geld. Im November 2014 wurde zu einem allgemeinen Reinemachen aufgerufen, wogegen sich die Stadtverwaltung zunächst wehrte, es aber schließlich billigte.
Der Platz sollte schließlich im Rahmen des Projekts Grand Centre Vill 2015 hergerichtet und bis 2016 fertiggestellt werden. Doch erst auf weiteres Drängen der Anwohner und der Geschäftsleute begannen die Arbeit Ende 2016. Der Platz konnte dann endlich im August 2018 eingeweiht werden.